# ПТКМ-1Р

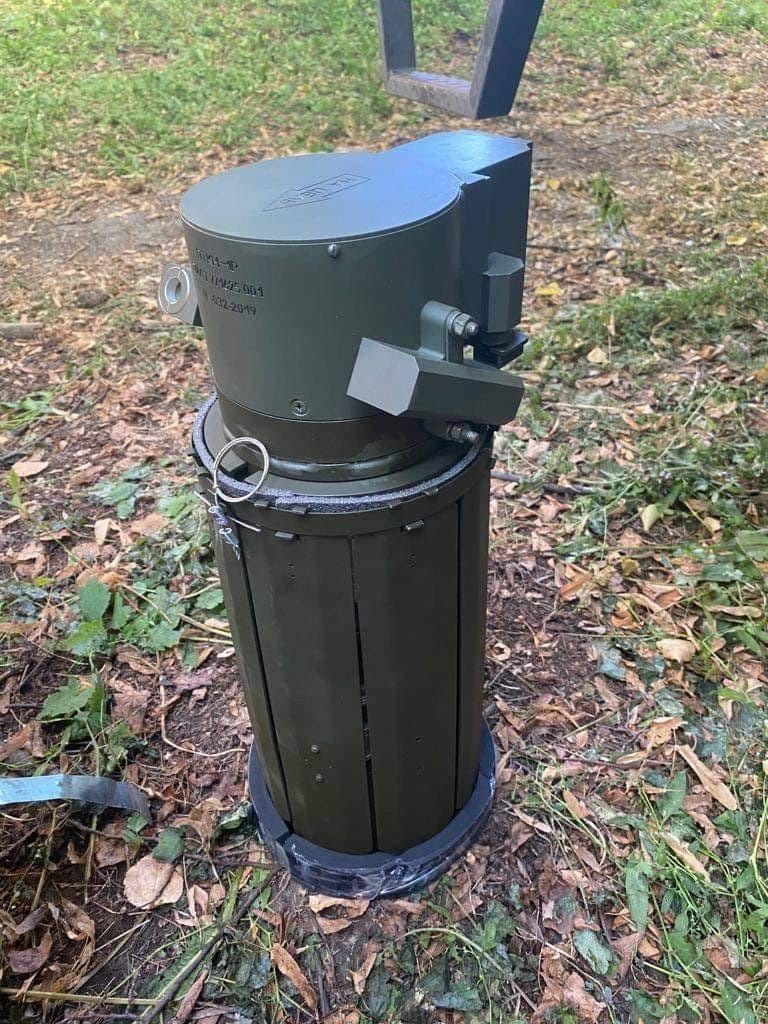
ПТКМ-1Р

ПТКМ-1Р — российская противокрышевая противотанковая мина.

## История
Минобороны России заявило о завершении испытаний первой отечественной противокрышевой мины в 2018 году, было развернуто серийное производство в 2020 году.
Оборудованная датчиками, противотанковая мина ориентируясь по шуму и вибрации грунта, избирательно поражает только ту бронетехнику, полученная информация от которой соответствует заданным параметрам. Удар по бронетанковой технике наносится с верхней полусферы при прохождении её на расстоянии до 50 метров от места установки мины.

## Функциональные характеристики
ПТКМ-1Р состоит из:
- транспортно-пускового контейнера;
- боевого элемента.

Транспортно-пусковой контейнер оснащен акустическим и сейсмическим датчиками цели, боевой элемент — инфракрасным и радиолокационным датчиками.
Посредством использования акустического и сейсмического датчиков мина способна обнаруживать цель на дальности до 250 метров. При обнаружении танка или бронемашины мина слегка наклоняется в нужную сторону. Когда цель оказывается в зоне поражения, происходит запуск суббоеприпаса. Он взлетает на высоту в несколько десятков метров, вращаясь в полёте, сканирует местность с помощью радара и тепловизора (реагирует на тепло двигателя и его выхлоп), наводится на цель и поражает крышу башни кумулятивным ударным ядром.
Мина устанавливается вручную и может оставаться активированной до 10 суток. По истечении указанного срока мина может самоликвидироваться, чтобы не создавать угрозу для гражданского населения.

## Технические характеристики
- Высота мины:  510 мм
- Диаметр по корпусу боевого элемента:  220 мм
- Масса мины:  19,9 кг
- Масса ВВ: 2,8 кг
- Бронепробиваемость: не менее 70 мм
- Время самоликвидации: от 1 до 10 суток

## Аналоги
По тактико-техническим характеристикам и принципам работы российская мина ПТКМ-1Р похожа на американскую мину M93 Hornet.

## Боевое применение
Использовалась в ходе вторжения России на Украину. ПТКМ-1Р в транспортных контейнерах были захвачены силами ССО Украины в ходе контрнаступления